# Пояски Каспари

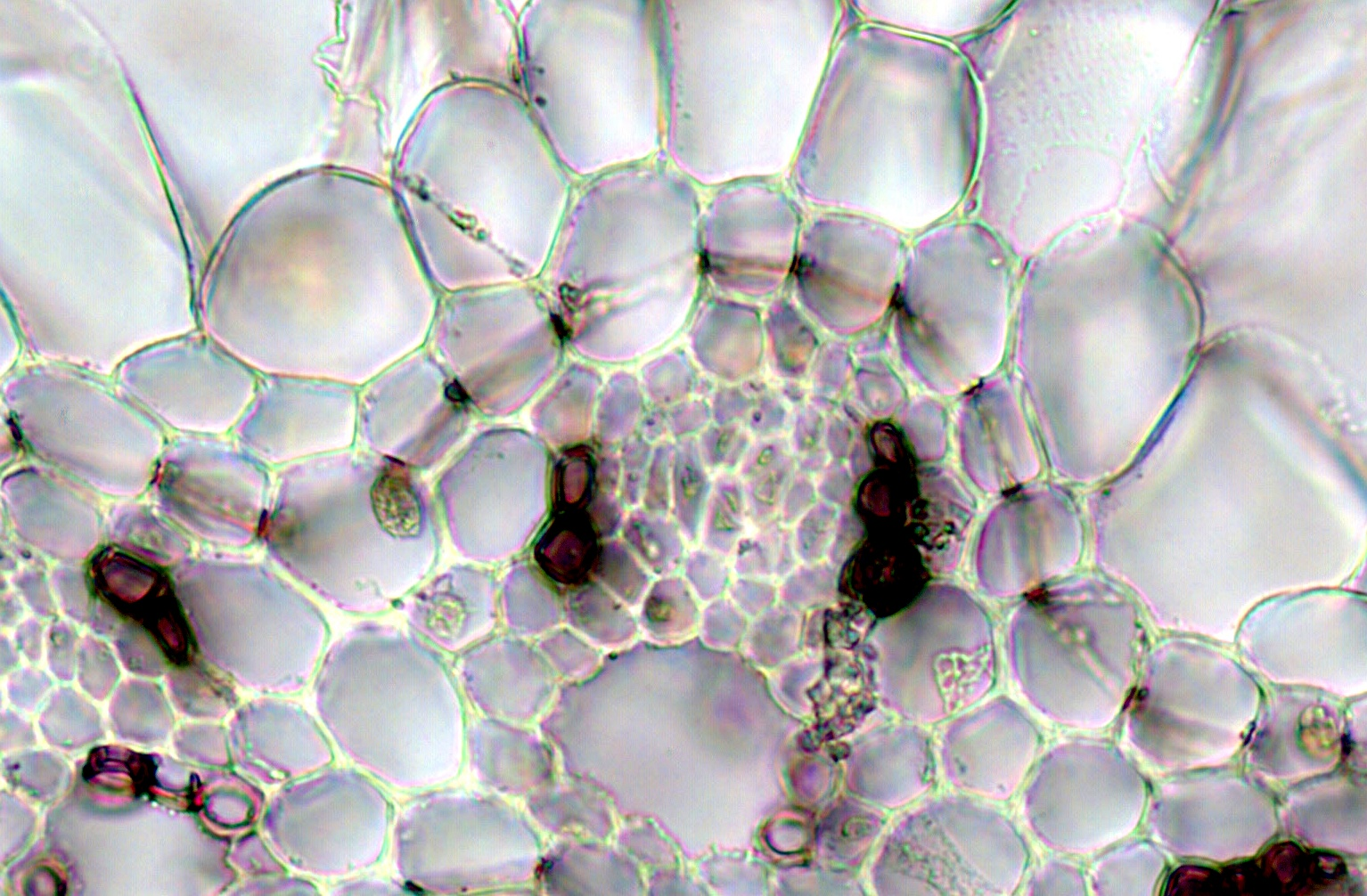
Клетки эндодермы с поясками Каспари на поперечном срезе корневища хвоща гигантского (Equisetum giganteum)

Пояски́ Каспа́ри — опробковевшие и одревесневшие участки радиальных и трансверсальных клеточных стенок клеток эндодермы (иногда и экзодермы) в виде пояса. Впервые были описаны и идентифицированы как структуры клеточной стенки немецким ботаником Робертом Каспари (1818—1887).
Пояски Каспари характерны для корней, также имеются в эндодерме хвоинок сосны и корневищах некоторых цветковых растений.
Пояски формируются в раннем онтогенезе и являются частью клеточной стенки. Они различны по ширине и зачастую гораздо у́же, чем стенка, в которой они находятся.
Внешне пояски Каспари выглядят как характерные утолщения, окружающие клетки эндодермы в виде пояса. В поясках присутствует суберин, что придаёт им водоотталкивающие свойства. Клетки эндодермы, смыкаясь в области поясков Каспари, окружают осевой цилиндр, создавая водонепроницаемое кольцо, которое вынуждает транспортирующиеся по апопласту растворы переходить в симпласт, а затем в проводящие структуры осевого цилиндра.
Пятнами Каспари называют утолщения на смежных радиальных стенках клеток эндодермы, то есть они являются, по сути, перерезанными поясками Каспари.

## Химический состав
По поводу химического состава поясков Каспари нет единого мнения. Их описывают как состоящие из лигнина, суберина, или и того, и другого сразу. По результатам некоторых исследований, пояски Каспари появляются как локализованные осаждения фенолов и ненасыщенных жиров между радиальными и трансверсальными стенками, то есть, в середине ламеллы, где они образуют частично окислившиеся плёнки. Первичная клеточная стенка таким образом утолщается, и, вдобавок к этому, с внутренней стороны на ней откладываются такие же соединения, что и снаружи. Наслоение фенолов и ненасыщенных жиров на первичную клеточную стенку предположительно приводит к блокировке её субмикроскопических капилляров. Кроме того, цитоплазма клеток эндодермы относительно крепко присоединена к пояскам Каспари, так что клетки не всегда отделяются от поясков, когда ткани подвергаются воздействию плазмолитических или других агентов, обычно вызывающих сжатие протопласта. Таким образом, пояски Каспари формируют барьер, блокирующий апопластический транспорт веществ.

## Развитие
Пояски Каспари дифференцируются, когда центростремительный рост коры закончен. У голосеменных и покрытосеменных, корни которых способны ко вторичному утолщению, обычно всегда развивается эндодерма с поясками Каспари. Впоследствии она, вместе с первичной корой, местами разрывается и впоследствии опадает, так как к этому моменту из перицикла дифференцируется пробковый камбий — феллоген, откладывающий кнаружи пробку и внутрь — феллодерму. Так как пробка газо- и водонепроницаема, клетки первичной коры постепенно отмирают и не выдерживают давления разрастающейся перидермы.
У растений, лишённых вторичного роста (в основном однодольных и некоторых двудольных), клетки эндодермы подвергаются некоторым модификациям клеточных стенок. В этом процессе выделяют две стадии вдобавок к первой стадии, когда имеются только пояски Каспари. Во второй стадии клеточные стенки суберинизуются (опробковевают) изнутри, так что пояски Каспари становятся отделены от цитоплазмы (формируется вторичная клеточная стенка клеток эндодермы). В третьей стадии поверх слоя суберина откладывается толстый слой целлюлозы, иногда преимущественно на внутренних тангенциальных стенках. В дальнейшем утолщённая оболочка, как и первоначальная стенка с поясками Каспари, может подвергаться лигнификации. После утолщения стенок эндодермы пояски Каспари могут перестать быть различимыми.
Стадии развития клеток эндодермы наиболее хорошо выражены у однодольных растений; у двудольных нет чётких границ между второй и третьей стадиями, а у споровых сосудистых растений процесс завершается на стадии суберинизации. В воздушных корнях тоже имеется эндодерма с поясками Каспари и последующими стадиями её преобразования.